# Jeremy Narby
Jeremy Narby (Montréal, 1959) è un antropologo e scrittore canadese.
Nei suoi libri, Narby esamina lo sciamanismo, la biologia molecolare e le conoscenze botaniche e biologiche degli sciamani attraverso l'uso degli enteogeni presso molte culture.

## Biografia
Narby è cresciuto a Montréal (in Canada) e in Svizzera. Ha studiato storia all'Università di Canterbury e ha ricevuto un dottorato in antropologia presso l'Università di Stanford.

## Carriera
Narby trascorse diversi anni vivendo con gli Asháninka nell'Amazzonia Peruviana catalogando gli usi degli indigeni delle risorse della foresta pluviale per aiutare a combattere la distruzione ecologica
Narby ha scritto tre libri e ha sponsorizzato, a biologi e ad altri scienziati, un spedizione nella foresta pluviale per esaminare i sistemi di conoscenze indigene e l'utilità dell'Ayahuasca nell'acquisire conoscenza. Il docufilm risultante è stato Night of the Liana.
Dal 1989 al 2024, Narby ha lavorato come direttore dell'Amazonian projects per l'ONG svizzera Nouvelle Planète.

## Opere
- Shamans Through Time: 500 Years on the Path to Knowledge (2001) rivisto da Jeremy Narby e Francis Huxley ISBN 1-58542-091-3
- Il serpente cosmico: il DNA e le origini della conoscenza (Gennaio 2006) ISBN 88-87944-40-7
- L'intelligenza della natura: Saggio sulla conoscenza (2010) ISBN 88-16-40956-8
- Psychotropic Mind: The World According to Ayahuasca, Iboga, and Shamanism (2010) ISBN 978-1-59477-312-9